# Гуэпса
Гуэпса (исп. Güepsa) — город и муниципалитет в северо-восточной части Колумбии, на территории департамента Сантандер. Входит в состав провинции Велес.

## История
Поселение, из которого позднее вырос город, было основано 8 марта 1537 года. Муниципалитет Гуэпса был выделен в отдельную административную единицу в 1857 году.

## Географическое положение

Муниципалитет Гуэпса

Город расположен в южной части департамента, в горной местности Восточной Кордильеры, на правом берегу реки Суарес, на расстоянии приблизительно 126 километров к юго-западу от города Букараманги, административного центра департамента. Абсолютная высота — 1526 метров над уровнем моря.
Муниципалитет Гуэпса граничит на севере с территорией муниципалитета Сан-Бенито, на западе — с муниципалитетом Чипата, на юго-западе — с муниципалитетом Велес, на юге — с муниципалитетом Барбоса, на востоке — с территорией департамента Бояка. Площадь муниципалитета составляет 33,08 км².

## Население
По данным Национального административного департамента статистики Колумбии, совокупная численность населения города и муниципалитета в 2015 году составляла 3849 человек.
Динамика численности населения муниципалитета по годам:
| 2005 | 2006 | 2007 | 2008 | 2009 | 2010 | 2011 | 2012 | 2013 | 2014 | 2015 |
| ---- | ---- | ---- | ---- | ---- | ---- | ---- | ---- | ---- | ---- | ---- |
| 4285 | 4221 | 4175 | 4127 | 4104 | 4039 | 4002 | 3965 | 3922 | 3878 | 3849 |

Согласно данным переписи 2005 года мужчины составляли 51,2 % от населения Гуэпсы, женщины — соответственно 48,8 %. В расовом отношении белые и метисы составляли 99,8 % от населения города; негры, мулаты и райсальцы — 0,2 %.
Уровень грамотности среди всего населения составлял 82,6 %.

## Экономика
Основу экономики Гуэпсы составляет сельское хозяйство.
54,8 % от общего числа городских и муниципальных предприятий составляют предприятия торговой сферы, 23,1 % — промышленные предприятия, 22 % — предприятия сферы обслуживания, 0,1 % — предприятия иных отраслей экономики.

## Транспорт
Через город проходит национальное шоссе № 45А (исп. Ruta Nacional 45А).